# Kyrykiwka
Kyrykiwka (ukrainisch Кириківка; russisch Кириковка Kirikowka) ist eine Siedlung städtischen Typs in der ukrainischen Oblast Sumy mit etwa 2900 Einwohnern (2017).

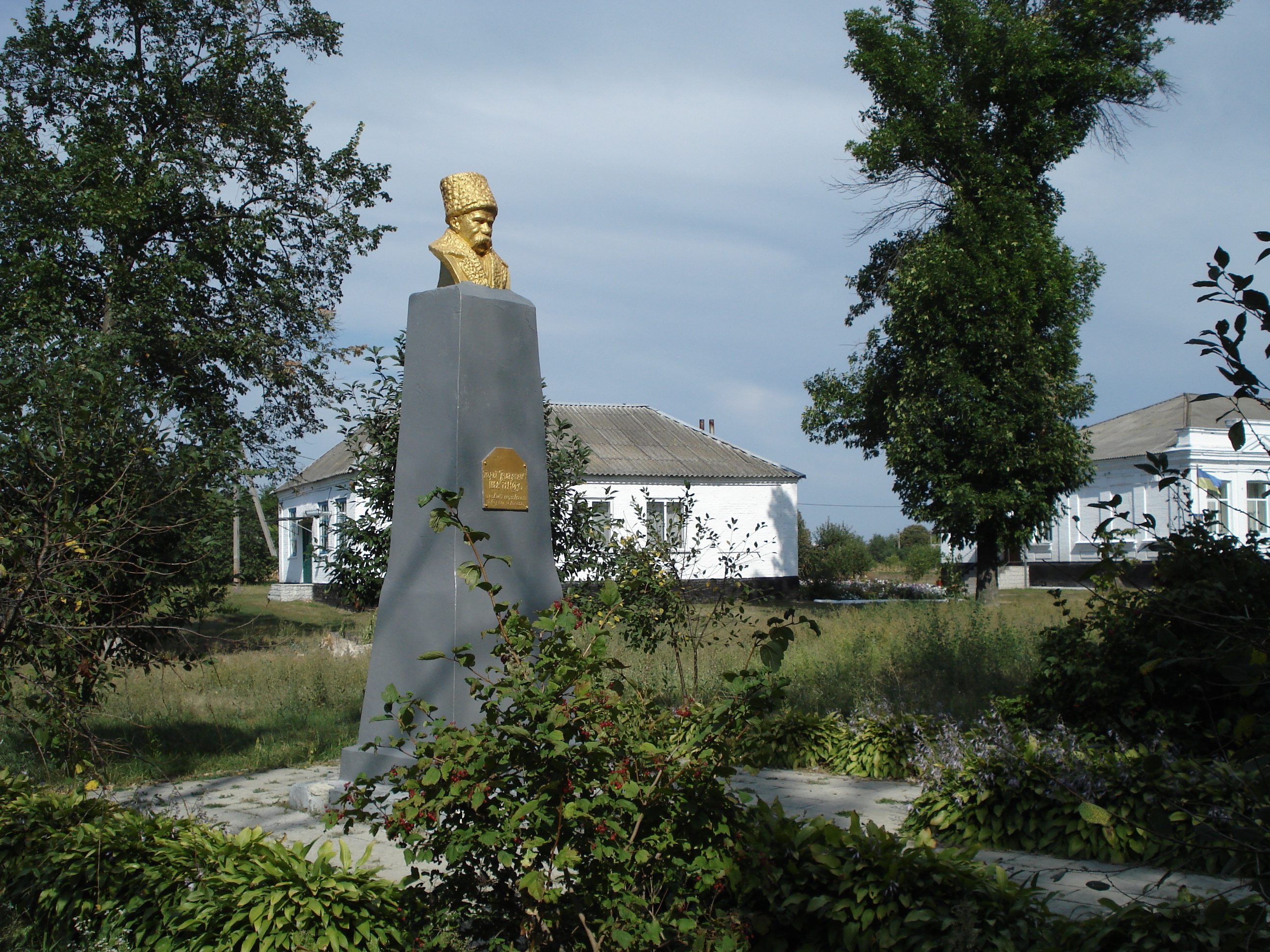
Denkmal im Ort

Kyrykiwka wurde in der zweiten Hälfte des 17. Jahrhunderts gegründet und ist seit 1956 eine Siedlung städtischen Typs. Der Ort war zwischen 1923 und 1928 Hauptort des Rajons Kyrykiwka, danach bis 1959 ein Teil des Rajons Ochtyrka und seither im heutigen Rajonsverband. Zwischen Oktober 1941 und 9. August 1943 war der Ort im Laufe des Zweiten Weltkriegs durch deutsche Truppen besetzt.

## Geographie
Kyrykiwka liegt an der Territorialstraße T–17–05 im Rajon Welyka Pyssariwka am Ufer der Worskla, einem Nebenfluss des Dnepr, 33 km westlich vom ehemaligen Rajonzentrum Welyka Pyssariwka und 87 km südlich vom Oblastzentrum Sumy. Die Stadt Ochtyrka liegt 23 km westlich der Ortschaft.
2013 wurde ebenfalls zur Siedlungsratsgemeinde zugehörige Dorf Sawodske (Заводське) aufgegeben.

## Verwaltungsgliederung
Am 10. September 2016 wurde die Siedlung zum Zentrum der neugegründeten Siedlungsgemeinde Kyrykiwka (ukrainisch Кириківська селищна громада/Kyrykiwska selyschtschna hromada), zu dieser zählten auch die 13 in der untenstehenden Tabelle aufgelisteten Dörfer, bis dahin bildete sie zusammen mit den Dorf Marakutschka die gleichnamige Siedlungsratsgemeinde Kyrykiwka (Кириківська селищна рада/Kyrykiwska selyschtschna rada) im Westen des Rajons Welyka Pyssariwka.
Am 17. Juli 2020 kam es im Zuge einer großen Rajonsreform zum Anschluss des Rajonsgebietes an den Rajon Ochtyrka.
Folgende Orte sind neben dem Hauptort Kyrykiwka Teil der Gemeinde:
| Name                     | Name        | Name                             |
| ukrainisch transkribiert | ukrainisch  | russisch                         |
| ------------------------ | ----------- | -------------------------------- |
| Beresiwka                | Березівка   | Березовка (Beresowka)            |
| Iwaniwka                 | Іванівка    | Ивановка (Iwanowka)              |
| Jablutschne              | Яблучне     | Яблочное (Jablotschnoje)         |
| Katanske                 | Катанське   | Катанское (Katanskoje)           |
| Kateryniwka              | Катеринівка | Катериновка (Katerinowka)        |
| Majske                   | Майське     | Майское (Maiskoje)               |
| Marakutschka             | Маракучка   | Маракучка (Marakutschka)         |
| Myrne                    | Мирне       | Мирное (Mirnoje)                 |
| Ridne                    | Рідне       | Родное (Rodnoje)                 |
| Rjabyna                  | Рябина      | Рябина (Rjabina)                 |
| Wassyliwka               | Василівка   | Василевка (Wassilewka)           |
| Wessele                  | Веселе      | Весёлое (Wessjoloje)             |
| Wyschtschewessele        | Вищевеселе  | Высшевесёлое (Wysschewessjoloje) |